# Tunnel au camp de Drancy
Le tunnel au camp de Drancy est une tentative en septembre 1943 par des détenus du camp de Drancy de creuser un tunnel sous le camp dans le but de permettre l’évasion de tous les internés du camp. La tentative échoue.

## Histoire
En septembre 1943, un groupe de détenus du camp de Drancy commence à creuser un tunnel sous le camp de Drancy, Une quarantaine de prisonniers juifs participent à cette entreprise.
Les deux initiateurs du projet sont le colonel Robert Blum (Drancy) et Georges Kohn.
Robert Blum alias Beaudricourt crée et dirige Combat (Résistance) dans le Var. Il est  arrêté le 21 janvier 1943 par la Gestapo. Il est mort à Birkenau, un an jour pour jour après son arrestation.

### Participants
Le site mémoire-viretuelle.fr a dressé la liste des participants. La plupart des participants sont des membres de réseaux de résistance, comme le FTP-MOI (Francs-tireurs et partisans - Main-d'œuvre immigrée).

#### Participants célèbres
- Jean Cahen-Salvador
- Gisèle Gonse-Boas
- Eugène Handschuh (1923-8 juillet 2017), le dernier tunnelier du camp de Drancy[6]
- Robert Manuel

### Localisation du tunnel
Le tunnel devait partir de la cave située dans l’escalier 21, sous le bureau du doyen du camp Robert Blum, pour déboucher dans l'abri souterrain de la défense passive juste derrière les barbelés, devant l’avenue Jean-Jaurès, qui longe les bâtiments du camp en forme de U.

### Dimensions du tunnel
Le projet était de construire un tunnel de 1,2 mètre en hauteur et d'une largeur de 0,6 mètre. Lorsqu'il fut découvert par les S.D. des S.S., le tunnel mesurait 38,50 mètres de long, 1,30 m de haut et de 60 à 80 centimètres de large. Il était boisé et éclairé.

### Équipes
Le travail de creusement est accompli par trois équipes, une quarantaine de détenus participant.

### Découverte du tunnel
Le 9 novembre 1943, les adjoints de Brünner, Brückler, Weisel et Soellner en inspectant les caves découvrent le tunnel. 65 cadres juifs sont déportés, dont Robert Blum.
La date prévue de l'évasion, le 11 novembre 1943, avait été choisie, car jour férié, les nazis faisant l’appel des détenus une heure plus tard. Le but, permettre à un maximum de prisonniers de sortir.

## Filmographie
- Les évadés de Drancy documentaire de Nicolas Lévy-Beff - https://www.film-documentaire.fr/4DACTION/w_fiche_film/51788_0
  - Voir aussi : Les évadés de Drancy, de Nicolas Lévy-Beff
- Camp de Drancy : l'incroyable évasion de prisonniers juifs